# Ксилулоза
Ксилулоза ((3R,4S)-1,3,4,5-тетрагидроксипентан-2-он) — это кетопентоза, моносахарид, содержащий пять атомов углерода, и имеющий кетогруппу. В природе находится в форме L- и D-энантиомеров.
Кристаллическое вещество, хорошо растворимое в воде. Растворенная в воде D-ксилулоза находится в трех изомерных формах: в двух циклических (фуранозные таутомеры) и в линейной. Ксилулоза реагирует с Фелинговой жидкостью, при сильном нагревании с пиридином.
Ксилулоза участвует в пентозофосфатном цикле окисления углеводов, образуясь из рибулозо-5-фосфата под действием эпимеразы и являясь донором гликольальдегидной группы в транскетолазной реакции; гликольальдегидный фрагмент в этой реакции переносится к рибозо-5-фосфату с образованием седогептулозо-7-фосфата и к эритрозо-4-фосфату с образованием фруктозо-6-фосфата.

## Пентозурия
L-ксилулоза накапливается в моче у пациентов с пентозурией, из-за недостаточности фермента редуктазы L-ксилулозы. Так как L-ксилулоза является восстанавливающим сахаром, как и D-глюкоза, пентозурию часто раньше неверно диагностировали как диабет.